# Dedesubturile iubirii
Love Exposure (în japoneză 愛のむきだし, Ai no Mukidashi, în română: Expus la dragoste) este un film japonez produs în anul 2008, sub regia lui Sion Sono. Filmul a fost premiat în anul 2009 cu distincția "tânără speranță" la Festivalul Internațional de Film de la Berlin din 2009.

## Acțiune
Yu este crescut într-o familie care-i dă o educație catolică severă. El a rămas orfan de mamă, iar tatăl lui este preot. Yu este nevoit zilnic să se spovedească, dar el se simte jenat, deoarece nu are păcate de mărturisit. Acest mod educație a tatălui său, îl determină să comită intenționat păcate, pentru a avea ceva de spovedit. Yu care un prieten fotograf, devine tot mai pervers, căutând să fotografieze sub fuste. Această ocupație devine obsesie, cei doi prieteni ajung să facă pe această temă să facă pariuri. Pierzând o astfel de prinsoare, ca pedeapsă Yu trebuie să se numească Sasori, să sărute o fată și să poarte toată ziua haine femeiești. Cu această ocazie traverstit în femeie, el o întâlnește pe Yoko, de care se îndrăgostește. Mama lui Yoko printr-o întâmplare se împrietenește, ca apoi să se mute la tatăl lui Yu. Astfel devin Yu și Yoko frați vitregi, fata care disprețuiește bărbații, nu bănuiește că este iubită de Yu, fratele ei vitreg. Încurcătura este deplină când apare pe scenă  Aya Koike, ea aparține de secta religioasă „Zero Churcha și caută sub numele de Saori, prin șiretlicuri  să o convertească pe Yoko. Cu toate că Yu, a remarcat șiretlicul, totuși membrii sectei reușesc să o răpească pe Yoko și supun fată la un tratament de spălare a creierului. Pentru a reuși să salveze fata, Yu acceptă să urmeze indicațiile șefului sectei. Acțiunea de salvare nu-i reușește, deznădăjduit Yu, ca amok, aruncă în aer o parte din clădirile sectei și reușește să gasească fata. Explozia atrage atenția poliției asupra sectei, care se va dezmembra. Yu este arestat și internat într-un ospiciu, pe când Yoko locuiește la rudenii. Fiind vizitat de fată, initilal Yu, nu o recunoaște, dar în ultima clipă îi revine memoria și o prinde de mână pe Yoko.

## Distribuție
- Takahiro Nishijima — Yū Honda
- Hikari Mitsushima — Yōko Ozawa
- Sakura Ando — Aya Koike
- Makiko Watanabe — Kaori Fujiwara
- Atsuro Watabe — Tetsu Honda